# 鴻鴻
鴻鴻（1964年10月23日—），本名閻鴻亞，台灣詩人、導演與藝術家。
1964年生於台灣台南。板橋高中、國立藝術學院戲劇系畢業曾任《現代詩》、《現在詩》與《表演藝術》主編，並曾獲時報文學獎新詩首獎、時報文學獎小說評審獎、聯合報文學獎新詩第一名、2008年度詩人獎、南瀛文學獎文學傑出獎、第36屆吳三連獎文學類得獎人。
曾為唐山出版社主編「當代經典劇作譯叢」。1994年創立「密獵者劇團」，迄今擔任約四十齣戲劇、舞蹈、及歌劇之導演。2004-08年擔任台北詩歌節之策展人，又自2011年續任迄今。2012年起擔任新北市電影節之策展人。2008年創立《衛生紙詩刊+》（第12期起刪去「詩刊」二字），2009年創立黑眼睛跨劇團。2011年起擔任「表演藝術評論台」駐站評論人。
鴻鴻曾與楊德昌等人合著電影劇本《牯嶺街少年殺人事件》並參與演出，劇本獲得金馬獎「最佳原著劇本獎」，其電影導演作品曾獲南特影展最佳導演獎、芝加哥影展費比西獎(影評人獎)。並多次擔任金鐘獎、金馬獎、費比西獎評審團委員。
2024年，鴻鴻與國際特赦組織台灣分會秘書長邱伊翎、監察委員高涌誠、紀錄片導演朱賢哲等人共同協助現居挪威的三七事件遇害越南難民家屬至臺灣尋求真相與和解，並於記者會中感念朗誦作品〈霧沒有聲音——悼三七事件亡魂〉。

## 作品[4]

### 論述
- 1996年《跳舞之後.天亮以前 : 臺灣劇場筆記(1987-1996)》 ISBN 957-669-827-8
- 1999年《當代劇場的發現之旅──鴻鴻的劇場評論選集》 ISBN 962-8321-15-3
- 2007年《邁向總體藝術──歌劇革命一世紀》 ISBN 978-986-82602-5-2
- 2016年《新世紀台灣劇場2版》 ISBN 978-957-11844-7-0

### 翻譯
- 《婚姻場景》，英格瑪·伯格曼原著 ISBN 957-822-126-6
- 《課堂驚魂》，歐仁·尤內斯庫原著 ISBN 957-8221-67-3

### 詩集
- 1993年《黑暗中的音樂》ISBN 9789579705318
- 1996年《在旅行中回憶上一次旅行》
- 2001年《與我無關的東西》 ISBN 986-99982-3-2
- 2005年《土製炸彈》 ISBN 986-82602-0-5
- 2009年《鴻鴻詩集2006-2009 女孩馬力與壁拔少年》 ISBN 978-986-6359-00-2
- 2010年《鴻鴻詩精選集》ISBN 978-986-83707-9-1
- 2011年《新しい世界》三木直大編訳 ISBN 978-4-7837-2888-7
- 2012年《仁愛路犁田》ISBN 978-986-6359-23-1
- 2015年《暴民之歌》ISBN 978-986-6359-23-1 (2018再版)
- 2018年 Le passe-muraille: Poésies de Hung Hung traduites par Camille Loivier ISBN 9782458487
- 2019年《樂天島》ISBN 978-986-6359-75-0
- 2022年《跳浪》ISBN：9789866359972

### 散文集
- 1995年《可行走的房子可吃的船》（以本名閻鴻亞出版）ISBN 957-8030-01-0
- 2005年《過氣兒童樂園》 ISBN 986-7475-76-3
- 2007年《第14屆南瀛文學傑出獎:夢遊的門-鴻鴻作品選》ISBN 9860086648
- 2012年《阿瓜日記：八０年代文青記事》 ISBN 978-9866-095-863
- 2014年《晒T恤》ISBN 9789863230908

### 小說集
- 1996年《一尾寫小說的魚》ISBN 957-98998-4-3
- 1996年《尤西里斯生命之旅》（電影小說） ISBN 9789576697722
- 2007年《灰掐》（與香港漫畫家智海合著）ISBN 978-986-8260-28-3

### 作品選
- 2007年《夢遊的門：鴻鴻作品集》ISBN 9789860086645

### 劇本
- 1993年《如果在冬夜一個旅人》 ISBN 957-8758-24-3
- 《人間喜劇》（以本名閻鴻亞出版） ISBN 957-02-3596-9
- 《屋上積雪》(收錄於《衛生紙+14：簡單世界》)ISBN 978-986-6359-20-0
- 《文學之家(自由的幻影)》(獲台北文學獎)(收錄於《衛生紙+23：自由的幻影》)ISBN 978-986-6359-40-8
- 《女武神2014》(改編自華格納歌劇尼伯龍根的指環女武神(收錄於《衛生紙+25：翻牆術》)ISBN 978-986-6359-43-9

### 電影劇本
- 《牯嶺街少年殺人事件》 (與楊德昌、楊順清、賴銘堂合著，獲第28屆金馬獎原著劇本獎)
- 《白米炸彈客》(與金篤蘭合著，改編自社會運動人士楊儒門真人事蹟)

### 電影
- 《3橘之戀》(1999年電影 南特影展最佳導演獎)
- 《人間喜劇》(2001年電影)
- 《空中花園》(2001年電影)
- 《穿牆人》(2007年電影)

### 紀錄片
- 《台北波西米亞》
- 《夏夏的聯絡簿》
- 《有人只在快樂的時候跳舞》
- 《為了明天的歌唱》
- 《現在詩進行式》（收錄於《影像詩2003》）
- 《然後,就有了光》（收錄於《圓缺之間》）
- 《日曜日式散步者》（監製，獲第53屆金馬獎最佳紀錄片獎）

### 舞台劇[5]
- 詩劇《如果在冬夜一個旅人》
- 希臘悲劇《三次復仇與一場審判──民主的誕生》（奧瑞斯提亞）
- 克萊斯特《洪堡親王》
- 克萊斯特《巫山雲　靠左行駛（海布隆城的凱西）》
- 尤涅斯柯《課堂驚魂》
- 海納‧穆勒《危險關係四重奏》(中國時報年度十大表演藝術獎)
- 許瓦布《歐風晚餐》
- 桑塔格《床上的愛麗思》
- 邱琪兒及品特《遠方紀念日》
- 邱琪兒《複製人》
- 舞蹈劇場《不聽話孩子的故事》（與賴翠霜合作）
- 舞蹈劇場《藍騎士與白武士》
- 歌德《浮士德》
- 馮‧梅焰堡《醜男子》
- 哈洛維《黑鳥》
- 【跳舞吧！胖女孩】之《吸煙對身體有High》（與陸弈靜合作）
- 福克．李希特《電子城市》
- 幾米《走向春天的下午》
- 鴻鴻、陳雅柔、楊禮榕《屋上積雪》
- 鴻鴻、簡莉穎、夾子小應《Taiwan 365─永遠的一天》
- 【換屋計畫】卡里耶爾《白馬要來的那天》、鴻鴻《自由的幻影》
- 羅德芭蕾舞團《毛衣時光》
- 【華格納革命指環】之《女武神》
- 阿拉巴爾《戰場上的野餐》（2015日本利賀藝術節委託創作）
- 鴻鴻《我是東西南北香蕉人》（2016臺北藝術節演出節目）
- 鴻鴻《蜜莉安的詭計》(改編自法國劇作家莫里哀喜劇《司卡班的詭計》)（2016兩廳院國際劇場藝術節演出節目）
- 華格納歌劇《唐懷瑟》（2021、2022臺中國家歌劇院）
- 歌劇《天中殺》（2023衛武營國家藝術文化中心、臺北表演藝術中心）
- 米特動物樂園《薩克歷險記》（2023）
- 薪傳歌仔戲劇團《兩生花劫》（2024）
- 樂興之時《Puccini vs. Puccini公主的逆襲 普契尼徹夜未眠》（2024）

## 外部連結
- 鴻鴻在互联网电影资料库（IMDb）上的資料（英文）（英文）
- 鴻鴻的過氣兒童樂園
- Hung-ya Yen (鴻鴻)的Facebook專頁
- 台灣作家作品目錄資料庫——鴻鴻 （页面存档备份，存于）